# 佐渡奉行

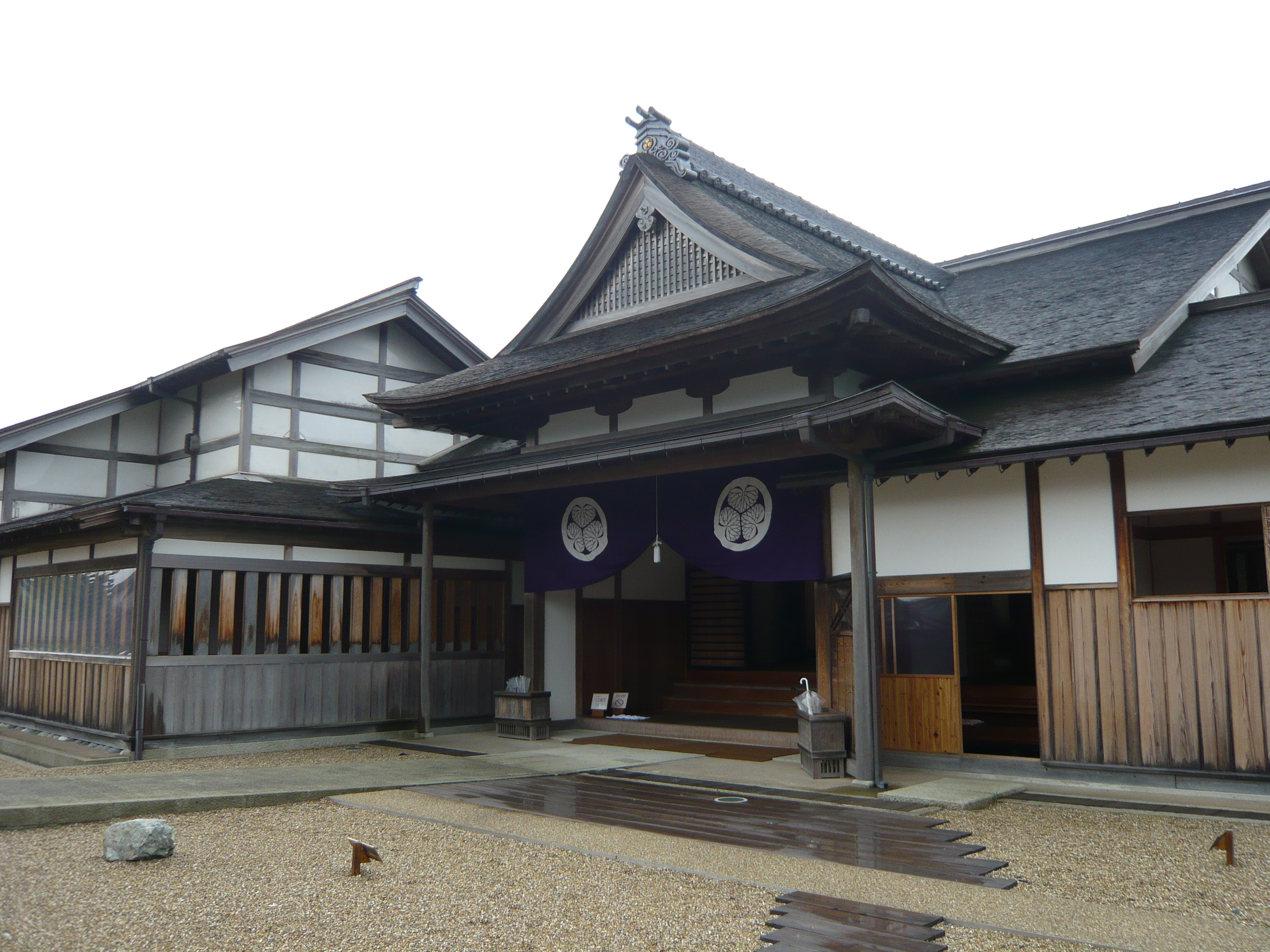
佐渡奉行所(再建)

佐渡奉行（さどぶぎょう）は、江戸幕府の遠国奉行の一つ。
佐渡奉行は、関ヶ原の戦いを経て佐渡が上杉氏から幕府の支配下となった慶長6年（1601年）に設置された。当初は佐渡代官と呼ばれており、正式に佐渡奉行と名乗ったのは、元和4年（1618年）着任の鎮目惟明、竹村嘉理の代からと考えられている。一時期は、荻原重秀のように勘定奉行を兼任した者もいた。正徳2年（1712年）以降は、定員が2名となり、1名が現地佐渡に在勤し、もう1名は江戸に詰めた。奉行は、佐渡在勤時は単身赴任であった。
老中支配の布衣役で、役高は1000石。ほかに役料1500俵、100人扶持が支給された。江戸城中での殿中席は芙蓉の間。慶応3年（1867年）には禄高にかかわらず3000両の役金が支給された。
佐渡奉行は佐渡一国の行政、裁判を管轄したほか、長安期に開発された佐渡金山をはじめとする金銀山を支配した。加えて佐渡の海上警衛、年貢の取立を役務とし、江戸時代後期になり、外国船が日本近海に出現するようになると外国船の監視も任務に加わった。
配下には組頭2人、広間役7・8人。以下、定役、並役、使役、同心（70人）、牢守、水主、与力（30騎）など300人いた。
陣屋は当初は鶴子に設置されていたが、大久保長安のころに相川（現在の新潟県佐渡市相川広間町）に移転され、佐渡奉行所（相川陣屋、国の史跡「佐渡金山遺跡」の一部）となる。また、島内5（後に4）か所に代官所を設置した。
慶応4年（1868年）に廃止となった。

## 佐渡奉行就任者[2]
初期（佐渡代官）
- 河村吉久（1601年‐1603年）‐元上杉景勝家臣。
- 田中正長（1601年‐1603年）‐豪商
- 吉田守貞（1602年‐1603年）-増税政策失敗により切腹
- 中川主税（1602年‐1603年）-増税政策失敗により改易

- 大久保長安（1603年 - 1613年）‐関東代官頭、勘定奉行・老中、銀山総奉行
- 田辺宗政（1613年 - 1617年）-大久保長安家臣
- 間宮直元（1613年 - 1614年）-生野奉行・本牧代官
- 安藤次吉（1616年 - 1617年）-山田奉行

前期（佐渡奉行）
- 鎮目惟明（1618年 - 1627年）-大番頭
- 竹村嘉理（1618年 - 1631年）-元大久保長安家臣
- 竹村嘉勝（1631年 - 1633年）-父は嘉理
- 設楽貞清（1631年 - 1633年）‐父は設楽貞通
- 高木道光（1633年 - 1635年）-持筒頭
- 花房正盛（1633年 - 1635年）-使番、目付

中期
- 伊丹康勝（1635年 - 1653年）‐徳美藩主、勘定頭、留守居年寄
- 伊丹勝長（1653年 - 1657年）‐父は康勝、徳美藩主、勘定頭
- 御手洗憲明（1657年 - 1662年）-大番組頭
- 若林政直（1657年 - 1662年）‐大番組頭
- 曾根吉正（1670年 - 1680年）-小姓組
- 鈴木重祐（1680年 - 1690年）-大和代官、御先手鉄砲頭
- 荻原重秀（1690年 - 1712年）‐勘定吟味役、勘定奉行、寄合
- 河野通重（1712年‐1721年）‐目付、京都町奉行
- 神保長治（1712年‐1715年）-小納戸、寄合
- 北条氏如（1715年-1722年）‐下田奉行、寄合
- 小浜久隆（1721年‐1725年）‐寄合、京都町奉行
- 山岡景顕（1722年‐1726年）‐徒頭、寄合
- 松平政穀（1725年‐1732年）‐寄合、勘定奉行
- 窪田忠任（1726年-1734年）-寄合、長崎奉行
- 萩原美雅（1732年-1736年）‐勘定吟味役、長崎奉行、勘定奉行
- 荻原乗秀（1734年‐1735 年）‐西丸御納戸頭
- 井戸弘隆（1734年‐1739 年）-小十人頭、作事奉行
- 美濃部茂孝（1736年-1741年）‐書院番組頭、持筒頭、西丸槍奉行
- 田付景厖（1739年‐1742年）‐書院番組頭、長崎奉行
- 松波正房（1741年‐1743年）‐勘定吟味役、長崎奉行
- 島田盛貞（1742年-1745年）‐小十人頭、留守居役
- 逸見忠栄（1743年‐1744年）‐西丸納戸頭、勘定奉行
- 佐々成応（1744年-1747年）‐目付、小普請奉行

中期
- 安部信之（1745年-1752年）‐西丸目付、持筒頭
- 遠藤易続（1747年‐1749年）‐勘定吟味役、勘定奉行
- 鈴木房平（1749年‐1750年）-腰物奉行
- 松平忠陸（1750年-1753年）-先手弓頭、勘定奉行
- 小林春郷（1752年-1753年）-先手弓頭、京都町奉行
- 天野正景（1752年-1765年）-勘定吟味役、持筒頭
- 脇坂安繁（1753年-1756年）-西丸目付、持筒頭
- 角南国寛（1753年-1755年）-目付
- 石谷清昌（1756年-1759年）-西丸目付、勘定奉行、田安徳川家家老
- 荒川匡富（1756年-1762年）-目付
- 桑島政酵（1760年-1762年）-目付
- 青山成存（1762年-1770年）-目付、普請奉行
- 夏目信政（1765年-1769年）-目付、普請奉行
- 長山直幡（1769年‐1773年）-先手鉄砲頭、小普請奉行
- 菅沼定堅（1770年‐1773年）-使番、寄合
- 高尾信憲（1773年‐1777年）-腰物奉行、持弓頭
- 柘植正寔（1773年‐1775年）-目付、長崎奉行
- 依田政恒（1775年‐1778年）-納戸頭、先手鉄砲頭
- 宇田川定円（1777年‐1781年）-納戸頭、先手鉄砲頭
- 本目親英（1778年‐1781年）-目付
- 石野広通（1781年‐1786年）-納戸頭、普請奉行、歌人、国学者
- 戸田氏盂（1781年‐1784年）-徒頭、長崎奉行

- 根岸鎮衛（1784年 - 1787年）‐勘定吟味役、勘定奉行、南町奉行
- 久保田政邦（1786年 - 1788年）‐勘定吟味役、勘定奉行
- 室賀正明（1787年 - 1793年）-納戸頭、持筒頭
- 飯塚英長（1788年 - 1794年）-二の丸留守居

後期
- 大林親用（1793年 - 1797年）-勘定吟味役、留守居番
- 朝比奈昌始（1794年 - 1798年）-目付、長崎奉行
- 鈴木正義（1797年 - 1806年）-勘定吟味役、奈良奉行
- 山本茂孫（1798年 - 1806年）-浦賀奉行、田丸徳川家家老
- 横田延松（1800年 - 1801年）-目付、一橋徳川家家老
- 蜂屋成定（1801年 - 1803年）-目付、小普請奉行
- 飯塚政長（1803年 - 1808年）-納戸頭、先手鉄砲頭
- 土屋正備（1806年 - 1809年）-使番、目付、禁裏付、鑓奉行
- 柳沢聴信（1808年 - 1810年）-納戸頭、普請奉行、 田安徳川家家老、 留守居
- 岡松久稠（1810年 - 1813年）-納戸頭、勘定吟味役
- 金沢千秋（1811年 - 1816年）-関東郡代附勘定、勘定吟味役、長崎奉行、新番頭
- 伊東祐香（1813年 - 1814年）-徒頭、持筒頭
- 水野信之（1814年 - 1823年）‐納戸頭、堺奉行
- 篠山景義（1816年 - 1817年）-勘定吟味役
- 高橋重賢（1818年 - 1820年）-西丸納戸頭、松前奉行、西丸新番頭
- 田沢正通（1820年 - 1822年）-納戸頭、二の丸留守居
- 泉本忠篤（1822年 - 1832年）-納戸頭、普請奉行
- 勝正朝（1823年 - 1828年）-西丸先手弓頭、普請奉行
- 鈴木正恒（1828年 - 1836年）-伊豆代官、勘定吟味役
- 若林正籌（1832年 - 1838年）-納戸頭、作事奉行
- 篠山景徳（1836年 - 1840年）-徒頭、先手鉄砲頭
- 鳥居正房（1838年 - 1840年）-勘定吟味役

- 川路聖謨（1840年 - 1841年）-勘定吟味役、小普請奉行、普請奉行、奈良奉行、大阪東町奉行、勘定奉行、外国奉行
- 久須美祐明（1840年 - 1842年）‐寺社奉行吟味物調役、納戸頭、小普請奉行、大坂西町奉行、旗奉行
- 松平信敏（1841年 ）‐西丸目付、京都町奉行、先手鉄砲頭、小普請奉行
- 中野長風（1841年 - 1843年）-勘定吟味役、持筒頭
- 大屋明哲（1842年 - 1845年）-火付盗賊改方、先手鉄砲頭、小普請奉行、長崎奉行
- 中川忠潔（1845年 - 1850年）-目付、普請奉行
- 中島真宰（1846年 - 1852年）-納戸頭、西丸留守居
- 羽田利見（1850年 - 1853年）-西丸裏門番頭、勘定吟味役
- 大熊喜住（1852年 - 1853年）-西丸広敷用人

幕末
- 都築蜂重（1853年 - 1854年）-大津代官、勘定吟味役、下田奉行
- 内藤忠辰（1853年 - 1859年）-納戸頭、小普請奉行
- 山岡景恭（1854年 - 1860年）-西丸目付、日光奉行 、奈良奉行
- 岡松久徴（1859年 - 1863年）-徒頭、西丸留守居
- 戸田正意（1860年 - 1862年）‐納戸頭、先手鉄砲頭、最後の火付盗賊改方頭
- 滝川元義（1863年 - 1864年）講武所歩兵頭、持筒組頭兼帯、堺奉行
- 中村時万（1864年 - 1865年）-普請奉行、勤仕並寄合
- 鈴木重嶺（1865年 - 1868年）-最後の佐渡奉行。徒目付、勘定吟味役改役並、勘定組頭、鑓奉行、田安徳川家家老、維新後浜松県参事、相川県参事